# محوطه خرابه‌های شاه ولی
محوطه خرابه‌های شاه ولی مربوط به دوران پیش از تاریخ ایران باستان است و در شهرستان درمیان، روستای گاویج واقع شده و این اثر در تاریخ ۷ مرداد ۱۳۸۲ با شمارهٔ ثبت ۹۳۱۰ به‌عنوان یکی از آثار ملی ایران به ثبت رسیده است.